# Butrimonys
Butrimonys (in polacco Butrymańce, in russo Бутрыма́нцы, Butrymáncy) è una località della Lituania, situata nella contea di Alytus.